# Chris Curran (cầu thủ bóng đá, sinh tháng 1 năm 1971)
 Christopher Patrick Curran  (sinh ngày 6 tháng 1 năm 1971) là một cầu thủ bóng đá người Anh thi đấu ở Football League, ở vị trí trung vệ.